# Église Santi Silverio e Domitilla de Ponza
L'église Santi Silverio e Domitilla est une église catholique située à Ponza, dans le Latium en Italie.

## Localisation
L'église se situe dans le village de Ponza sur l'île du même nom, dans la province de Latina.

## Historique
Un premier lieu de culte est édifié sous les Bourbons et dédié à la Trinité en 1738. L'église actuelle est construite entre 1775 et 1779 par le major du génie civil Antonio Winspeare dans le cadre du projet de repeuplement des îles de Ponza et Ventotene,. La consécration solennelle du maître-autel est célébrée par l'évêque de Gaète Carlo Pergamo le 4 septembre 1778, après qu'il a dédié l'île à saint Silvère et sainte Domitille en 1772.

## Architecture
L'église présente une architecture néo-classique.

## Mobilier
À l'interieur, on conserve une peinture représentant la Naissance de la Vierge Marie, attribuée à Michelangelo Cerruti, ainsi qu'une peinture représentant l'Adoration des bergers, attribuée à Antonio Grecolini.

## Galerie d'images

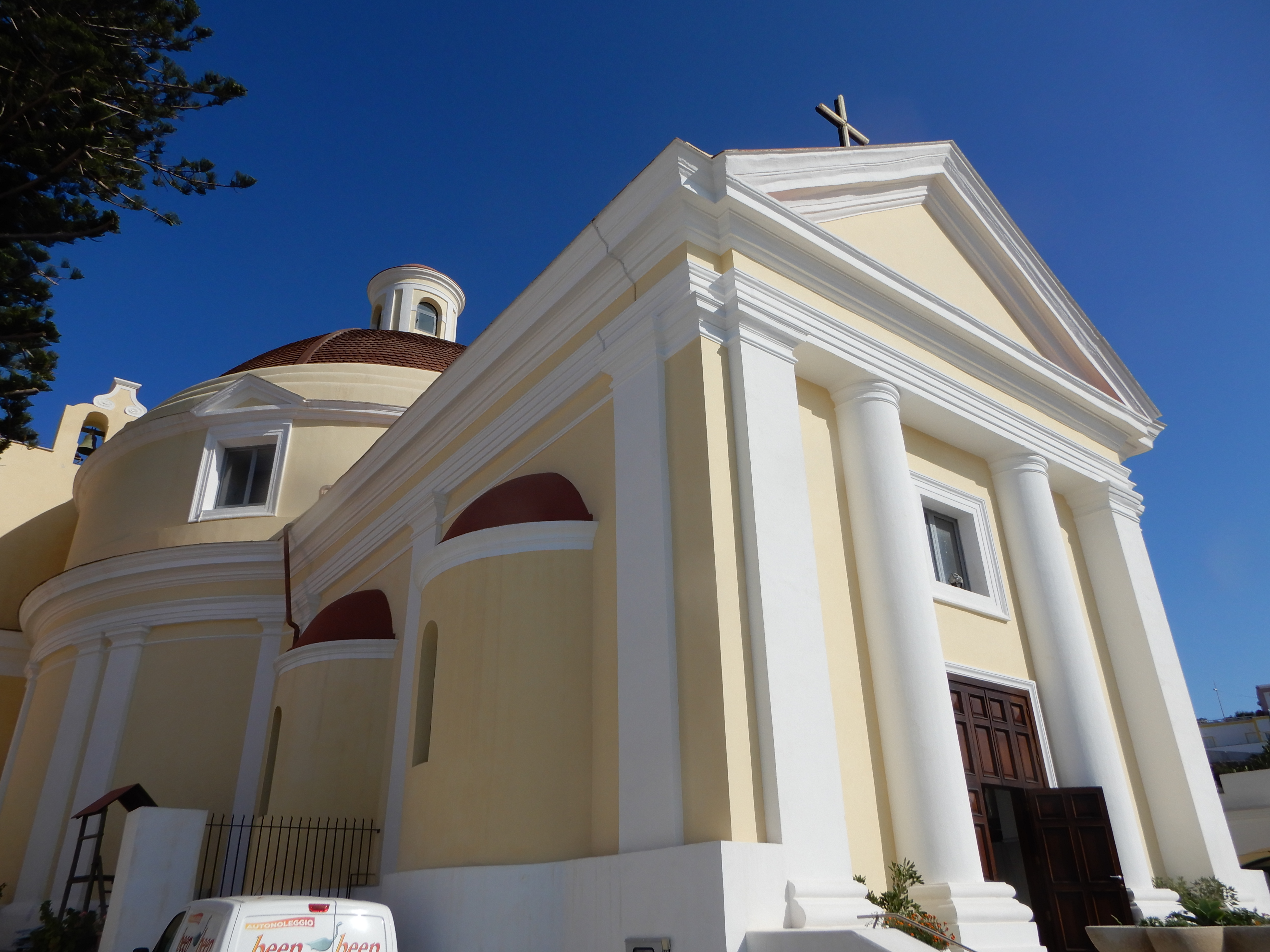
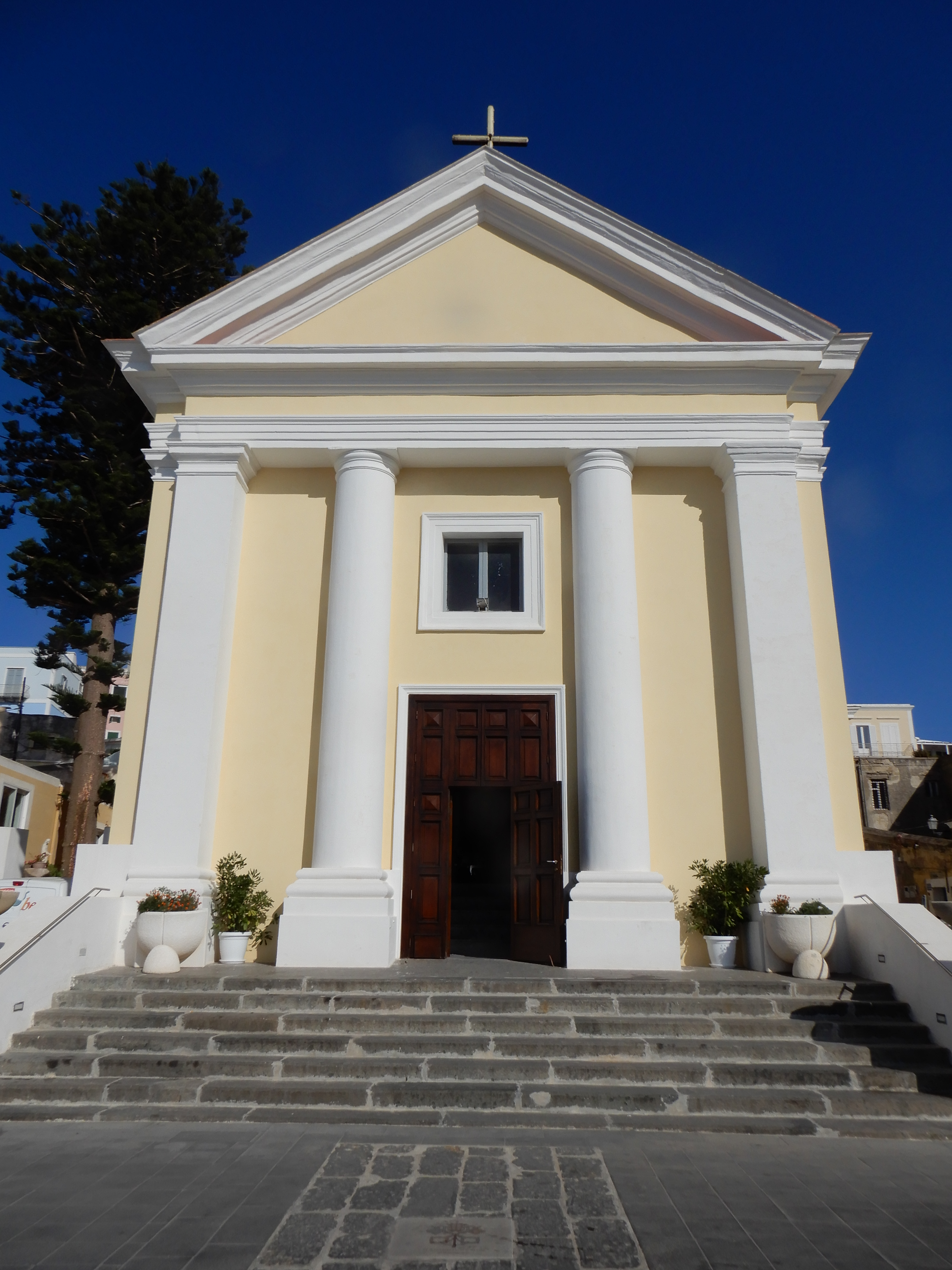
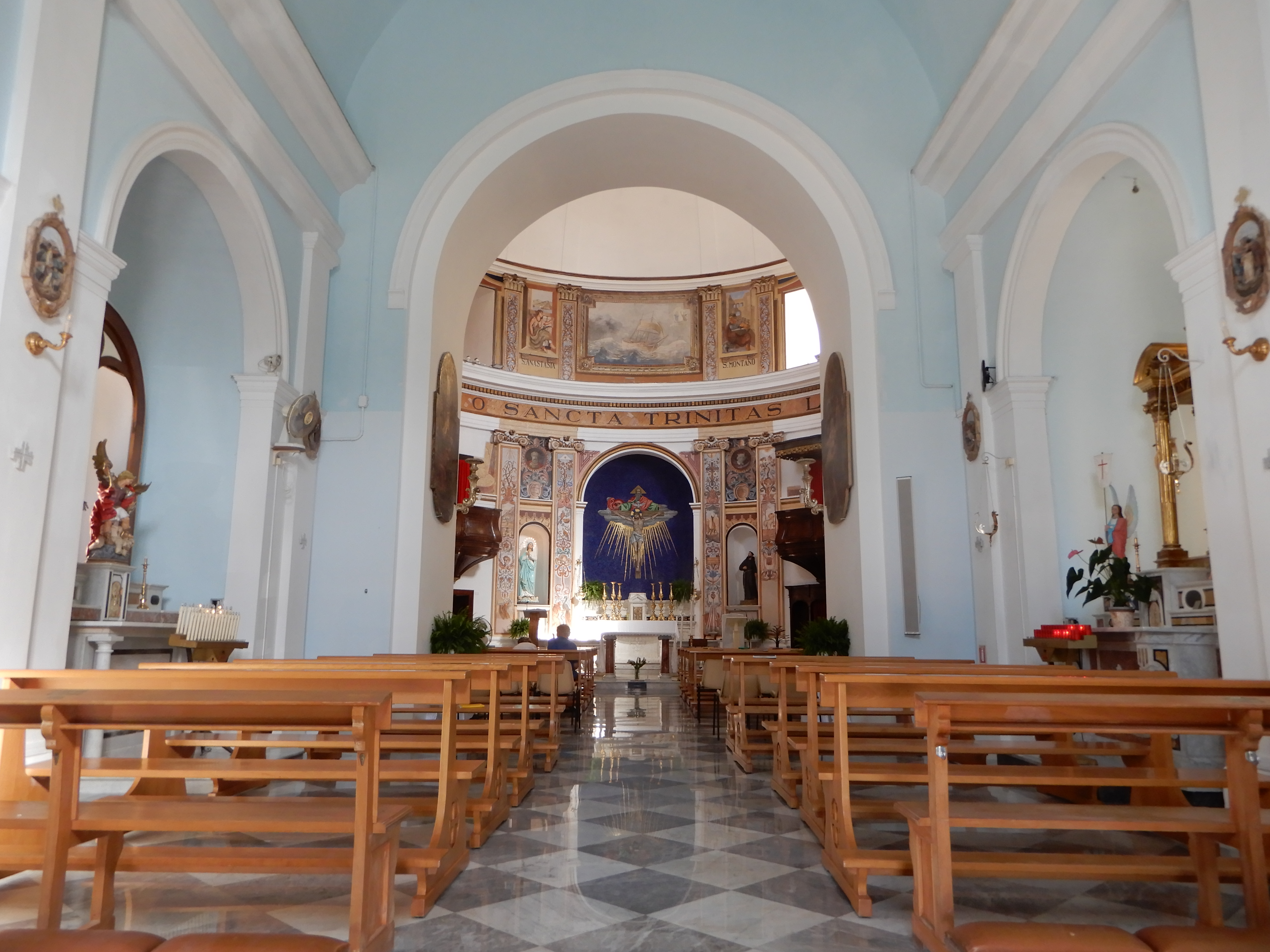